# Diocèse de Bydgoszcz
Le diocèse de Bydgoszcz (en latin : Dioecesis Bydgostiensis) est un diocèse catholique de Pologne de la province ecclésiastique de Gniezno dont le siège est situé à Bydgoszcz, dans la voïvodie de Couïavie-Poméranie.

## Historique
Le diocèse de Bydgoszcz a été créé le 24 février 2004 par la bulle Dilectorum Polonorum du pape Jean-Paul II, en prélevant des territoires de l'archidiocèse de Gniezno, du diocèse de Koszalin-Kołobrzeg et du diocèse de Pelplin.

## Églises importantes de Bydgoszcz
L'église Saint-Martin-et-Saint-Nicolas (en) (en polonais : Katedra św. Marcina i Mikołaja) est la cathédrale de Bydgoszcz.
Basiliques mineures :
- Basilique Notre-Dame-Reine-des-Martyrs (en polonais : Bazylika Matki Boskiej Królowej Męczenników) à Bydgoszcz.
- Basilique Saint-Vincent-de-Paul (en polonais : Bazylika św. Wincentego à Paulo) à Bydgoszcz.
- Basilique Notre-Dame-de-l'Immaculée-Conception (en polonais : Bazylika NMP Niepokalanie Poczętej) à Górka Klasztorna (Rataje) voïvodie de Grande-Pologne.

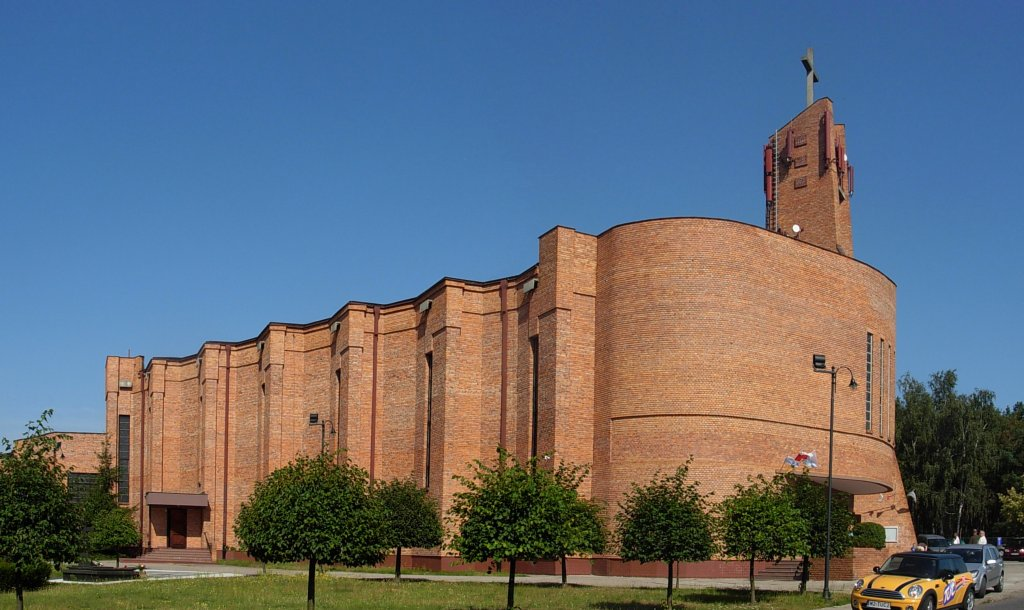
Basilique Notre-Dame-Reine-des-Martyrs à Bydgoszcz.
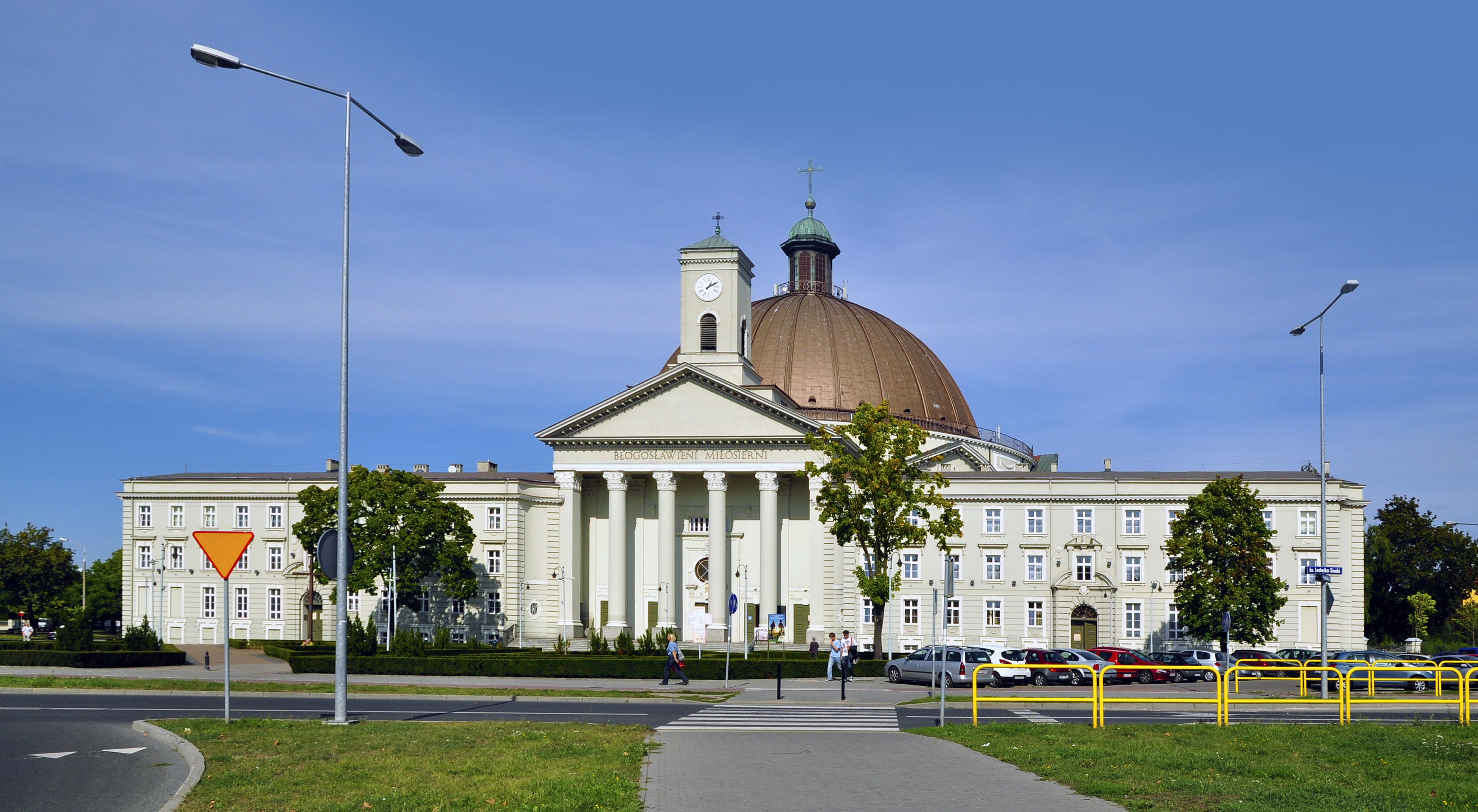
Basilique Saint-Vincent-de-Paul à Bydgoszcz.

## Évêques
- Jan Tyrawa (24 février 2004-12 mai 2021)
- Krzysztof Włodarczyk (en) (21 septembre 2021- )